# Ruukki
Ruukki este o fostă comună din Finlanda.